# Гама експлозия
Гама експлозиите (в гама астрономията) са най-мощните енергийни експлозии, които се регистрират в далечни галактики.
Те са най-ярките електромагнитни събития, за които се знае, че се случват във Вселената. Взривовете могат да продължат от десет милисекунди до няколко часа. След първоначалната гама експлозия се наблюдават по-дълготрайни излъчвания в по-ниския енергетичен спектър. Механизмът, чрез който гама експлозиите преобразуват енергия в лъчение, все още не е добре разбран, а към 2010 г. все още няма широко приет модел относно протичането на този процес.
Счита се, че интензивното излъчване на повечето наблюдавани гама експлозии се освобождава по време на взрив на свръхнова или супернова звезда за да се образува неутронна звезда или черна дупка.
Подклас на гама експлозиите са краткотрайните мощни гама импулси, които се предполага, че възникват при сливането на двойни неутронни звезди.
Източниците на гама експлозиите са на милиарди светлинни години от нашата галактика. Само за няколко секунди те излъчват енергия сравнима с цялата енергия, която излъчва една звезда като Слънцето през целия си живот. и изключително рядко (няколко на галактика за милион години). Всички източници на наблюдаваните гама експлозии са извън нашата галактика, с изключение на някои периодични меки гама излъчвания. Предполага се, че гама експлозия в Млечния път ще предизвика масово измиране на живите организми на Земята.
За първи път гама експлозиите са открити през 1967 г. от спътниците Вела предназначени за следене на ядрени експлозии на планетата, като откритието е разсекретено и публикувано през 1973 г. След тяхното откриване са предложени стотици теоретични модели за обяснение на тяхната природа, като сблъсъци между комети и неутронни звезди. Светлина върху истинската природа на гама експлозиите хвърля развитието на гама спектроскопията след 1997 г.

## История
Избухванията на гама-лъчи се наблюдават за пръв път в края на 1960-те години от американските спътници Вела, които са построени за засичане на гама-лъчение от ядрени оръжия, детонирани в космоса. На 2 юли 1967 г. спътниците Вела 4 и Вела 3 засичат изблик на гама-лъчи, който не наподобява типичния за ядрените оръжия. Несигурни какво се е случило, но и считайки случая за не особено важен, екипът на Националната лаборатория „Лос Аламос“ започва изследване на получените данни. С изстрелването на още спътници от същата серия с по-добри инструменти, екипът продължава да намира необясними изблици на гама-лъчи в данните си. Анализирайки различните времена на пристигане на тези изблици, екипът успява да направи груби оценки за местоположението на шестнадесетте изблика в небесната сфера и да отхвърли Земята и Слънцето като вероятен източник. Откритието е разсекретено и публикувано през 1973 г.
Повечето ранни теории на гама експлозиите поставят източниците близо в Млечния път. След 1991 г. гама обсерваторията Комптън и нейните изключително чувствителни инструменти към гама-лъчи предоставят данни, които сочат, че разпределението на гама избухванията е изотропично, тоест не клони в определена посока в пространството.
През ноември 2019 г. астрономи докладват забележителна гама експлозия – GRB 190114C, първоначално засечена през януари същата година, която е най-мощната наблюдавана, с мощност от 1 тераелектронволта.
Няколко модела относно произхода на гама експлозиите предполагат, че първоначалният изблик трябва да е последван от тлеещо излъчване на вълни с по-голяма дължина, създадено от взаимодействието на експлозията с междузвездния газ. През февруари 1997 г. е направен пробив, когато сателитът BeppoSAX засича такава тлееща емисия от гама експлозията GRB 970228. Телескопът „Уилям Хершел“ на Канарските острови засича оптични вълни от избухването 20 часа по-късно. Когато експлозията затихва, дълбоките изображенията показват бледа и далечна галактика, където се е породила.

## Произход
Поради огромните разстояния до източниците на повечето гама експлозии от Земята, идентифицирането на предшествениците им (системите, в които възникват тези взривове) е предизвикателство. Връзката на някои такива експлозии със свръхнови и фактът, че техните галактики са райони на активно звездообразуване, предоставят солидни доказателства, че гама експлозиите са свързани с масивните звезди. Най-широко възприеманият модел за образуването на продължителни гама експлозии е колапсарният, в който ядрото на изключително масивна и ниско металична, бързо въртяща се звезда претърпява колапс до черна дупка през последния етап на еволюцията си. Материята близо до ядрото на звездата се завихря в акреционен диск с висока плътност. Изпадането на материя в черната дупка захранва две противоположни релативистични струи по оста на въртене, които пробиват звездната обвивка и излъчват гама-лъчи. Въпреки това, този модел вероятно не може да обясни всички видове гама експлозии. Съществуват доказателства за краткотрайни гама експлозии, настъпили в системи без активно звездообразуване и без масивни звезди. Предпочитаната текуща теория за краткотрайните гама експлозии включва сливането на бинарна система от неутронни звезди. Двете звезди се привличат, докато приливните им сили ги разкъсат и мигновено ги слеят в черна дупка, а изпадането на материя в нея създава акреционен диск, който освобождава голяма енергия.

## Влияние върху Земята
Земната атмосфера много добре абсорбира високоенергийното електромагнитно лъчение (включително и гама лъчение), така че този вид лъчение не достига опасно високи нива на земната повърхност по време на гама експлозия. Незабавното въздействие върху живота на Земята от гама експлозия на няколко килопарсека би било краткотрайно покачване на ултравиолетовото лъчение на повърхността, продължаваща от по-малко от секунда до няколко секунди. Това ултравиолетово излъчване потенциално може да достигне опасно високи нива, в зависимост от естеството на взрива, но е слабо вероятно да доведе до глобална катастрофа за земния живот.
Дълготрайното въздействие на близка гама експлозия би било по-опасно. Гама-лъчите предизвикват химични реакции в атмосферата, включващи кислородни и азотни молекули, при което се създават първо азотни оксиди, а след това азотен диоксид. Този газ изчерпва озона в озоновия слой, което увеличава нивата ултравиолетово лъчение на повърхността, води до фотохимичен смог, затъмняващ небето, и образува киселинни дъждове.
Една от хипотезите за ордовикско-силурското измиране отпреди 150 милиона години включва гама експлозия като причинител.